# Ødipuskompleks
 Denne artikel bør gennemlæses af en person med fagkendskab for at sikre den faglige korrekthed.

Udtrykket ødipuskompleks stammer fra den græske sagnkonge Ødipus, der ifølge myten blev gift med sin mor.
Ødipuskompleks bruges i psykoanalysen som en betegnelse for ubevidst, seksuelt betonet kærlighed til forælderen af det modsatte køn (for sønnen er det kærlighed til moderen, og for datteren er det kærlighed til faderen) samt et had til forælderen af samme køn, opstået i en meget tidlig barndom og som regel hurtigt fortrængt til underbevidstheden.
Barnet knytter sig til moderen. Barnet bliver seksuelt stimuleret via det orale organ, når det dier ved moderens bryst. Barnet ønsker, at faderen skal forblive borte, da det vil give barnet mere tid med moderen. Men dette lykkes ikke for barnet – det ser, at faderen er større og stærkere end ham selv, og får kastrastionsangst.
Barnet indser, at 'kampen om mor' er tabt, og vil så derefter søge en kæreste, som minder barnet om dets mor.
Den kvindelige version af dette er Elektrakomplekset.